# Брендан Ірвін
Брендан Ірвін (англ. Brendan Irvine; 17 травня 1996, Белфаст) — ірландський боксер, призер чемпіонату Європи серед аматорів.

## Аматорська кар'єра
На Європейських іграх 2015 Брендан Ірвін завоював срібну медаль у категорії до 49 кг.
- В 1/8 фіналу переміг Тінко Банабакова (Болгарія) — 3-0
- У чвертьфіналі переміг Салмана Алізаде (Азербайджан) — 2-1
- У півфіналі переміг Дмитра Замотаєва (Україна) — 3-0
- У фіналі програв Батору Сагалуєву (Росія) — 1-2

На чемпіонаті світу 2015 переміг двох суперників, а у чвертьфіналі програв Хоанісу Архілагосу (Куба).
2016 року Брендан Ірвін перейшов до категорії до 52 кг і кваліфікувався на Олімпійські ігри 2016, де програв у першому поєдинку Шахобідіну Зоїрову (Узбекистан) — 0-3.
На чемпіонаті Європи 2017 завоював бронзову медаль.
- В 1/8 фіналу переміг Батухана Сіфтчи (Туреччина) — 5-0
- У чвертьфіналі переміг Габріеля Ескобара (Іспанія) — 5-0
- У півфіналі програв Найлу Фаррелл (Англія) — 0-5

На чемпіонаті світу 2017 програв у першому бою.
На Іграх Співдружності 2018 завоював срібну медаль.
Кваліфікувався на Олімпійські ігри 2020, де програв у першому поєдинку Карло Паалам (Філіппіни) — 1-4. На церемонії відкриття Олімпійських ігор 2020 був разом з Келлі Гаррінгтон прапороносцем збірної Ірландії.